# Jonathan Taylor
Jonathan Taylor (Salem, Nueva Jersey, 19 de enero de 1999) es un jugador profesional estadounidense de fútbol americano que se desempeña en la posición de running back en Indianapolis Colts, equipo de la National Football League (NFL).

## Carrera

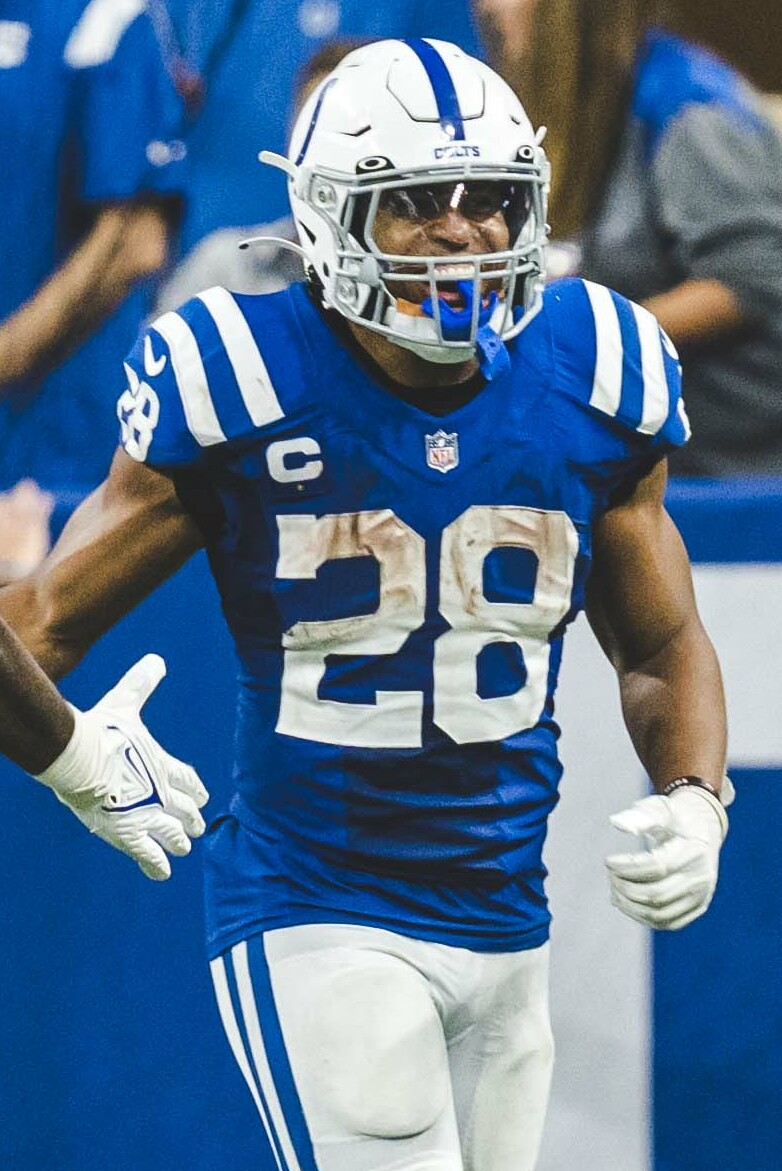
Taylor en el año 2022 en un partido con Indianapolis Colts

Fue seleccionado en la segunda ronda en la Reunión Anual de Selección de Jugadores de la NFL de 2020. Hizo su debut profesional con el equipo Indianapolis Colts, donde lleva jugando cuatro temporadas.